# Reginald Percy Mills
Reginald Percy Mills (Spalding (Regno Unito), 7 dicembre 1885 – Hobart, 4 luglio 1968) è stato un aviatore inglese.
Il Vice maresciallo dell'aria Reginald Percy Mills fu un comandante nel Royal Flying Corps e successivamente nella Royal Air Force durante la prima guerra mondiale e nei primi anni della seconda guerra mondiale.

## Biografia
Reginald Mills nacque a Spalding, nel Lincolnshire, figlio di William Henry Mills, un Architetto ed Emily Wiles Quincey Mills (nata Hobson). Tra i suoi fratelli vi era William Hobson Mills, un chimico organico e vincitore della Medaglia Davy. Studiò alla Felsted School. 
Tra il 1905 e il 1912 entra nella riserva nel Lincolnshire Regiment e nei Royal Fusiliers, diventando un ufficiale regolare in quest'ultimo reparto nel 1912.

### Servizio nell'aviazione militare
Mills fu brevettato del Royal Aero Club Aviator's Certificate n. 377 il 17 dicembre 1912 e fu nominato Flying officer entrando nel No. 4 Squadron RFC il 14 agosto 1913. Fu tra i primi piloti del RFC ad attraversare La Manica all'inizio della guerra ed andò in azione nella Battaglia di Mons. Il 22 gennaio 1915 si ritiene che abbia segnato una vittoria aerea con un colpo di fucile sparato dalla cabina di pilotaggio del suo aereo. Il 10 aprile 1915 divenne flight commander nel No. 7 Squadron RFC e fu nominato comandante del No. 6 Squadron RFC il 9 dicembre 1915. Comandò il No. 6 Squadron fino al settembre 1916, durante il quale partecipò alla Battaglia della Somme.
Il 21 settembre 1916 Mills assunse il comando del 14° Wing, prima di trasferirsi in Italia al comando del 51° Wing nell'ottobre 1917, posizione che mantenne fino alla fine della guerra.
Alla fine di ottobre 1917 furono trasferiti in Italia dal fronte francese il No. 28 Squadron RAF ed il No. 34 Squadron RAF posti sotto il controllo del neocostituito 51° Wing comandato dal Tenente Colonnello Reginald Percy Mills.
Mills fu insignito da una commissione permanente della Royal Air Force come tenente colonnello nell'agosto 1919 (poco dopo rinominato Wing commander (grado militare)). Ha ricoperto diverse posizioni durante gli anni venti, tra cui quella di chief staff officer della RAF in India. Divenne un Vice maresciallo dell'aria nel 1942.

## Vita privata
Mills sposò Helen Bulpett nella chiesa di Yatesbury il 29 aprile 1919. Il matrimonio fu poi sciolto. Si ritirò a Hobart, in Tasmania, dove morì nel 1968.